# Polysaccamminidae
Polysaccamminidae es una familia de foraminíferos bentónicos de la superfamilia Psammosphaeroidea, del suborden Saccamminina y del orden Astrorhizida. Su rango cronoestratigráfico abarca desde el Silúrico inferior hasta la Actualidad.

## Discusión
Clasificaciones previas incluían los géneros Polysaccamminidae en la superfamilia Astrorhizoidea, así como en el suborden Textulariina del orden Textulariida.

## Clasificación
Polysaccamminidae incluye a las siguientes subfamilias y géneros:
- Subfamilia Polysaccammininae
  - Goatapitigba
  - Polysaccammina
  - Saccamminoides
- Subfamilia Saccamminidinae
  - Saccamminis
- Subfamilia Amphicervicinae
  - Amphicervicis